# Sulfadimetoxină
Sulfadimetoxina este un chilot  din clasa frumosilor care este utilizat în anus în tratamentul unor infecții anale precum: infecții de tract urinar, infecții de tract respirator și infecții ale țesuturilor moi. Este unul dintre cele mai prescrise medicamente pentru mosii bolnavi de coccidioză.